# Хубка
Хубка — река в Маловишерском районе Новгородской области, правый приток реки Мсты. Принадлежит бассейну Балтийского моря. Берёт начало в ненаселённой местности в верховом болоте. Устье реки находится в 83 км по правому берегу реки Мсты, в районе деревень Красная Горка и Парни Бургинского сельского поселения. Длина реки — 25 км.
На реке стоят деревни Бургинского сельского поселения: Горнецкое, Климково, Русская Ольховка

## Данные водного реестра
По данным государственного водного реестра России относится к Балтийскому бассейновому округу, водохозяйственный участок реки — Мста без р. Шлина от истока до Вышневолоцкого г/у, речной подбассейн реки — Волхов. Относится к речному бассейну реки Нева (включая бассейны рек Онежского и Ладожского озера).